# Novčanica
Novčanica je uglavnom pravokutni, dvostrani papir koji je izdan prema zakonu određene države. Predstavlja iznos novčane jedinice i platežno sredstvo. 
Novčanica ili banknota predstavlja jedan od glavnih elemenata današnjeg financijskog sustava. Nastala je kao mjenica, odnosno isprava temeljem kojih je njezin donositelj ili vlasnik mogao preuzimati novac i druge dragocjenosti iz za to ovlaštenih institucija (najčešće banaka), a s vremenom pretvorio se u najpopularnije sredstvo plaćanja, odnosno valutu u suvremenom svijetu. Skupa s kovanicama, novčanice čine gotovinu, odnosno novac. Dok se kovanice, s izuzetkom posebnih komemorativnih izdanja, u pravilu koriste za manje, dotle se novčanice koriste za više novčane iznose. 
Novčanice su se prvi put pojavile u Kini u 7. stoljeću u vrijeme dinastije Tang, gdje su ispočetka služile trgovcima kojima su papirnate mjenice bile daleko praktičnije sredstvo plaćanja od dotada korištenih i sve teže nosivih bakrenih kovanica. Novčanice su se kao službena valuta počele koristiti u 11. stoljeću, a u vrijeme dinastije Yuan počelo ih je koristiti i Mongolsko Carstvo. U Europi, njihova uporaba među trgovcima datira od 14. stoljeća, a države su ih počele koristiti u 17. stoljeću.
Znanost koja proučava novčanice se naziva notafilija.